# Mahmood
Alessandro Mahmoud művésznevén Mahmood (Milánó, 1992. szeptember 12. –) egyiptomi-szárd származású olasz énekes. Ő képviselte Olaszországot a 2019-es Eurovíziós Dalfesztiválon, Tel-Avivban a Soldi című dalával, amellyel a második helyet érte el. 2022-ben is ő képviseli Olaszországot a hazai rendezésű versenyen, Torinóban. A Brividi című dalt Blancóval közösen adja elő.

## Élete
1992-ben született, édesapja egyiptomi származású, édesanyja olasz. Szülei gyermekkorában elváltak és Mahmood az édesanyjával maradt. Édesapjával nem volt kapcsolata. Az olasz mellett szárdul beszél.

### Zenei karrier
2012-ben jelentkezett az olasz X-Faktor hatodik szériájába, ahol a harmadik élő adásig jutott. 2016-ban részt vett a Sanremói Dalfesztiválon, ahol az új felfedezettek kategória döntőjébe jutott, azonban itt az utolsó helyen végzett. 2018-ban jelentkezett a Sanremo Giovani, a Fiatalok Sanremói Dalfesztiválára, aminek az egyik győztese lett. 2019-ben a Sanremói Dalfesztiválon indult, melyet megnyert, így ő képviselhette Olaszországot a 2019-es Eurovíziós Dalfesztivál döntőjében május 18-án Tel-Avivban.
2022-ben Blancóval együtt indult el a Sanremói dalfesztiválon, melyet ezúttal is megnyertek, így ők képviselhetik Olaszországot a 2022-es Eurovíziós Dalfesztivál döntőjében május 14-én Torinóban.

## Diszkográfia

### Stúdióalbumok
| Cím               | Részletek                                                                                | Slágerlistás helyezés | Slágerlistás helyezés |
| Cím               | Részletek                                                                                | ITA                   | SWI                   |
| ----------------- | ---------------------------------------------------------------------------------------- | --------------------- | --------------------- |
| Gioventù bruciata | - Megjelent: 2019. február 22. - Kiadó: Island - Formátum: digitális letöltés, streaming | 1                     | 46                    |

### Középlemezek
| Cím               | Részletek                                                                                   | Slágerlistás helyezés |
| Cím               | Részletek                                                                                   | ITA                   |
| ----------------- | ------------------------------------------------------------------------------------------- | --------------------- |
| Gioventù bruciata | - Megjelent: 2018. szeptember 21. - Kiadó: Island - Formátum: digitális letöltés, streaming | 6                     |

### Kislemezek
| Cím                          | Év   | Slágerlistás helyezés | Slágerlistás helyezés | Minősítések           | Album                  |
| Cím                          | Év   | ITA                   | SWI                   | Minősítések           | Album                  |
| ---------------------------- | ---- | --------------------- | --------------------- | --------------------- | ---------------------- |
| "Fallin' Rain" (Mahmoudként) | 2013 | —                     | —                     |                       | Nem jelent meg albumon |
| "Dimentica"                  | 2016 | —                     | —                     |                       | Nem jelent meg albumon |
| "Pesos"                      | 2017 | —                     | —                     |                       | Nem jelent meg albumon |
| "Uramaki"                    | 2018 | 86                    | —                     |                       | Gioventù bruciata      |
| "Milano Good Vibes"          | 2018 | —                     | —                     |                       | Gioventù bruciata      |
| "Asia occidente"             | 2018 | —                     | —                     |                       | Gioventù bruciata      |
| "Gioventù bruciata"          | 2018 | 40                    | —                     |                       | Gioventù bruciata      |
| "Soldi"                      | 2019 | 1                     | 25                    | - FIMI: 2×-es platina | Gioventù bruciata      |

#### Közreműködő előadóként
| Cím                                | Év   | Album                    |
| ---------------------------------- | ---- | ------------------------ |
| "Luna" (Fabri Fibra feat. Mahmood) | 2017 | Fenomeno – Masterchef EP |

### Egyéb
| Cím                      | Év   | Közreműködő   | Album                         |
| ------------------------ | ---- | ------------- | ----------------------------- |
| "Presi male"             | 2017 | Michele Bravi | Anime di carta – Nuove pagine |
| "Doppio Whisky"          | 2018 | Gué Pequeno   | Sinatra                       |
| "Fa paura perché è vero" | 2019 | M¥SS KETA     | Paprika                       |